# Walter Zeiske
Alwin Georg Walther Zeiske (* 7. Juli 1895 in Berlin; † 25. Februar 1961 in München) war ein deutscher Filmproduktionsleiter und Herstellungsleiter.

## Leben und Wirken
Zeiske, ein Sohn des Gastwirts August Herrmann Zeiske und seiner Frau Anna, geb. Trube, durchlief eine Ausbildung zum Elektrotechniker. Während des Ersten Weltkriegs begann er als Hilfsregisseur bzw. Aufnahmeleiter zu arbeiten. Zu seinen Filmen in letztgenannter Funktion zählen seit 1918 unter anderem Der Reiter ohne Kopf, Die schwarze Locke, Der neue Herr Generaldirektor, Das goldene Netz, Die Brigantin von New York, Bismarck, 1. Teil, Was ist los im Zirkus Beely?, Sein größter Bluff, Panik, Die Republik der Backfische, Ehe in Not, Meineid, 1914, die letzten Tage vor dem Weltbrand, Arm wie eine Kirchenmaus, Viktoria und ihr Husar, Der Hauptmann von Köpenick, Unheimliche Geschichten und Gräfin Mariza. Während er im Stummfilm häufig an Harry Piels Sensationsfilmen beteiligt gewesen war, wirkte Zeiske zuletzt, in den ersten Tonfilmjahren, vor allem an den Inszenierungen Richard Oswalds mit. 
Ende 1932 stieg Walter Zeiske bei Oswalds Inszenierung Ganovenehre, wo er auch als Aufnahmeleiter arbeitete, erstmals zum Produktionsleiter auf. Nach Oswalds Emigration arbeitete Zeiske als Produktions- oder Herstellungsleiter für verschiedene Produktionsfirmen, wurde jedoch, trotz Mitgliedschaft in der SA, im NS-Staat nur mit wenig erwähnenswerten Filmen betraut. Von 1938 bis 1941 musste sich Zeiske wieder mit der Aufnahmeleitung begnügen. In dieser Position arbeitete er auch 1940/41 am berüchtigten Ohm Krüger-Film mit. Nach 1945 fand Zeiske kaum mehr Beschäftigung beim Kino.
Walter Zeiskes älterer Bruder war der Schauspieler und Filmaufnahmeleiter William Zeiske.

## Filmografie
als Produktions- oder Herstellungsleiter
- 1933: Ganovenehre
- 1933: Ein Lied geht um die Welt
- 1933: Der Zarewitsch
- 1933: Strupps (Kurzfilm)
- 1934: Zwischen zwei Herzen (Regie)
- 1934: Der Springer von Pontresina
- 1934: Die Reiter von Deutsch-Ostafrika
- 1936: Geheimnis des alten Hauses
- 1937: Die Austernlilli
- 1937: Florentine
- 1943: Liebe, Leidenschaft und Leid
- 1943: Leichtes Blut
- 1943: Um 9 Uhr kommt Harald
- 1945: Die Jahre vergehen
- 1953: Aus eigener Kraft (Dokumentarfilm)